# Urheberrechtswahrnehmungsgesetz
Das deutsche Urheberrechtswahrnehmungsgesetz regelte bis zum 31. Mai 2016 die Wahrnehmung von Nutzungsrechten, Einwilligungsrechten oder Vergütungsansprüchen, die sich aus dem Urheberrechtsgesetz ergaben, für Rechnung mehrerer Urheber durch Verwertungsgesellschaften. Bekannte derartige Verwertungsgesellschaft sind die GEMA und die VG Wort.
Die Wahrnehmung von Nutzungsrechten, Einwilligungsrechten oder Vergütungsansprüchen regelt seit dem 1. Juni 2016 das Verwertungsgesellschaftengesetz (VGG).

## Gliederung des Gesetzes
- Erster Abschnitt. Erlaubnis zum Geschäftsbetrieb
- Zweiter Abschnitt. Rechte und Pflichten der Verwertungsgesellschaft
- Dritter Abschnitt. Aufsicht über die Verwertungsgesellschaft
- Vierter Abschnitt. Übergangs- und Schlussbestimmungen